# Municipio de Jefferson (condado de Miami)
El municipio de Jefferson (en inglés: Jefferson Township) es un municipio ubicado en el condado de Miami en el estado estadounidense de Indiana. En el año 2010 tenía una población de 2412 habitantes y una densidad poblacional de 28,59 personas por km².

## Geografía
El municipio de Jefferson se encuentra ubicado en las coordenadas 40°49′49″N 86°6′13″O / 40.83028, -86.10361. Según la Oficina del Censo de los Estados Unidos, el municipio tiene una superficie total de 84.36 km², de la cual 83,35 km² corresponden a tierra firme y (1,2 %) 1,01 km² es agua.

## Demografía
Según el censo de 2010, había 2412 personas residiendo en el municipio de Jefferson. La densidad de población era de 28,59 hab./km². De los 2412 habitantes, el municipio de Jefferson estaba compuesto por el 97,51 % blancos, el 0,25 % eran afroamericanos, el 0,83 % eran amerindios, el 0,17 % eran asiáticos, el 0,04 % eran de otras razas y el 1,2 % eran de una mezcla de razas. Del total de la población el 0,66 % eran hispanos o latinos de cualquier raza.